# Mariä-Geburt-Kirche (Wjasiwka)

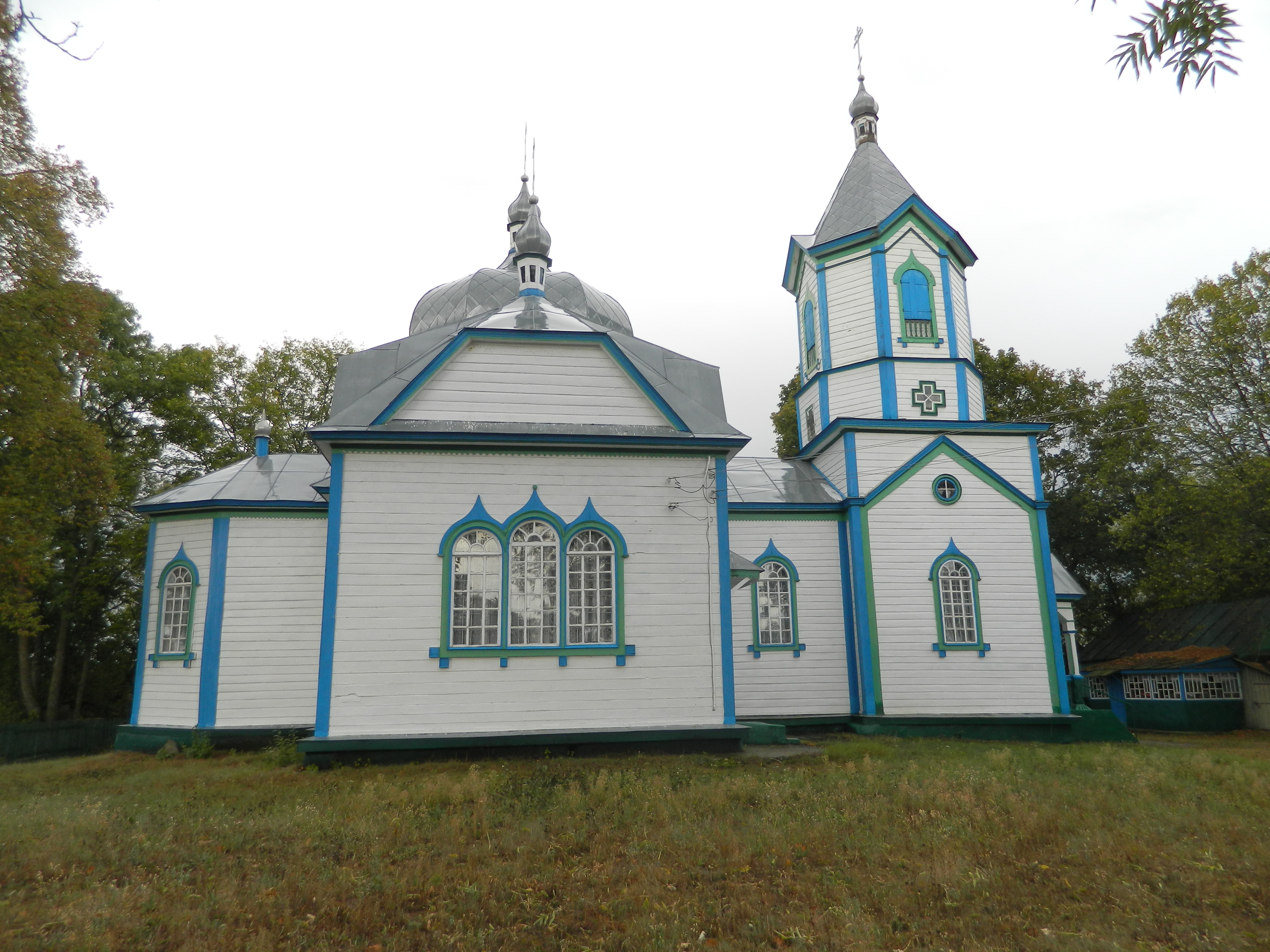
Mariä-Geburt-Kirche 2016

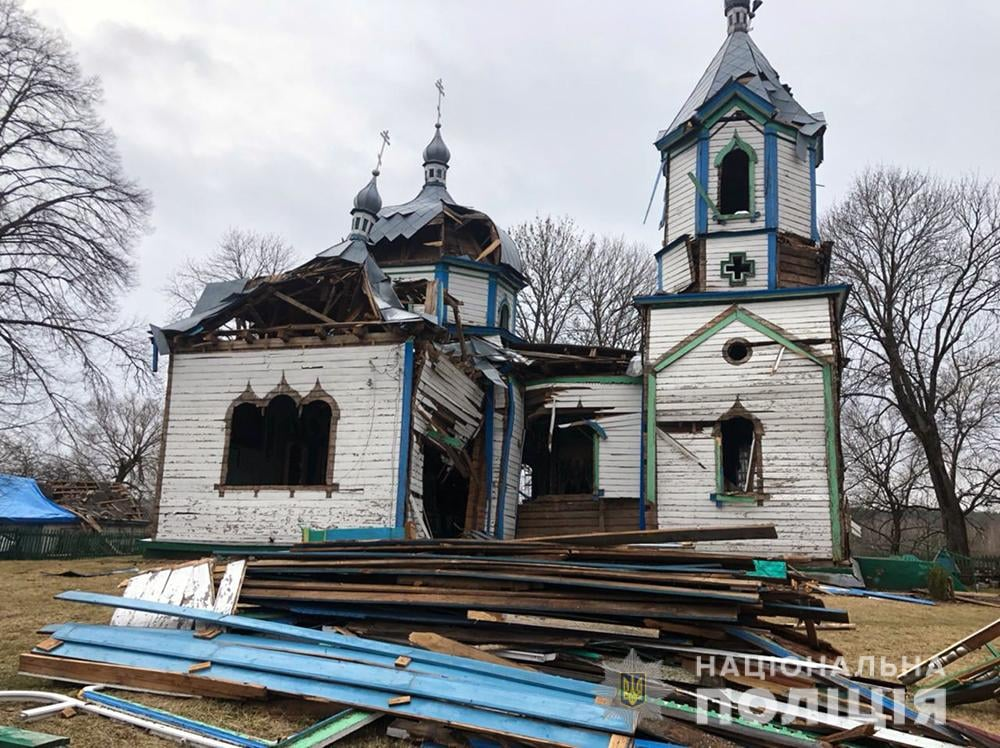
Mariä-Geburt-Kirche 2022

Die Mariä-Geburt-Kirche (ukrainisch Церква Різдва Пресвятої Богородиці) ist das Gotteshaus von Wjasiwka im ukrainischen Rajon Korosten. Sie gehört zur Eparchie Owrutsch der Ukrainisch-Orthodoxen Kirche Moskauer Patriarchats.

## Geschichte
Die Dorfkirche wurde im Jahr 1862 errichtet. Sie überstand den Zweiten Weltkrieg und alle vorherigen Kriege und Konflikte. Am Abend des 6. März 2022 wurde im Zusammenhang mit dem russischen Überfall auf die Ukraine auch Wjasiwka angegriffen. Dabei wurde die Kirche schwer beschädigt. Laut der Eparchie wurden die Schäden an der Kirche durch die Druckwelle eines Raketenangriffs verursacht. Opfer gab es nicht. Mehrere Außenwände sowie die Kuppeln wurden zerstört. Auch in der Kirche kam es zu Beschädigungen. Der Turm blieb zunächst weitgehend unbeschädigt, wies aber später stärkere Schäden auf, wie eine Aufnahme Mitte April 2022 zeigte.

## Baubeschreibung
Der Sakralbau ist eine für die Region typische Holzkirche. Er war laut der Ukrainischen Gesellschaft zum Schutz historischer und kultureller Denkmäler mit der Nummer 105 als architektonisches Denkmal von nationaler Bedeutung registriert. Die Kirche steht auf einem Steinfundament. Der kreuzförmige Bau besteht aus einem Westturm, einem Langhaus mit Querarmen und einem Chor mit Apsis. Auf der Hauptkuppel, dem nördlichen und südlichen Querarm sowie dem Chor und dem Turm befand sich je eine kleine Zwiebelhaube. Die Fenster waren klassizistisch gestaltet.